# Cynismus
Cynismus (z řec. κυνικός kynikós, kousavý < κύων kyón, pes) označuje původně životní postoj a myšlení antických kyniků.
Dnes znamená cynik člověka, který jedná bezohledně a beze studu, který zraňuje city druhých, zejména zpochybňuje a zesměšňuje to, co druzí uznávají jako základní morální a lidské hodnoty. Nutno podotknout, že ačkoliv cynikovo chování může a často i vede k pocitům ublížení u ostatních lidí, tak zraňovat ostatní lidi je málokdy cynikovou motivací a skoro nikdy to není motivací hlavní. Cynikové považují často za pokrytecké či povrchní chování lidí, případně institucí a stejně tak by považovali za pokrytecké, kdyby svůj názor a znechucení způsobené chováním osoby, nebo instituce nedali upřímně najevo. Často se může jednat o lidi, kteří mají odlišně od většinové části společnosti nastaveno své vnímání morálky a hodnot, nebo kteří sice uznávají běžně přijímanou morálku a hodnoty, ale vnímají je na odlišném stupni intenzity a důležitosti.

## Význam
Označení cynismus v moderním slova smyslu se objevuje od počátku 19. století v souvislosti s kritikou osvícenství a s rozpadem závazného mravního a náboženského řádu. Má přinejmenším dvě odlišné podoby:
- Praktický cynismus, jak se projevuje zejména v bezohledném a bezcitném cynickém jednání; Fjodor Michajlovič Dostojevskij jej charakterizuje zásadou: „není-li Boha, je všechno dovoleno“.
- Intelektuální cynismus jako trpkou a rezignovanou kritiku skutečnosti: Cynik je ten, kdo má ideály, ale je přesvědčen, že se stejně nedají uskutečnit. Také černý humor je hravou formou intelektuálního cynismu.

Cynismus je umění vidět věci takové, jaké jsou, a ne takové, jaké by být měly. (Oscar Wilde)

## Cynismus ve filosofii
Ještě v 18. století mělo slovo cynismus jednoznačně hanlivý význam. Jeden z prvních, kdo si všiml možnosti intelektuálního cynismu jako kritiky pověr a falešných autorit, byl Denis Diderot, který ve svém „Pojednání o dramatické poezii“ (1758) napsal: „Cynismus, tak ohavný ve společnosti, je na jevišti výtečný“. Na to pak navázal Gotthold Ephraim Lessing, Johann Wolfgang Goethe a další. Pojem cynismu hrál velkou roli v Marxově kritice role peněz v kapitalistické společnosti: peníze, které všechno nivelizují, umožňují nové zotročení člověka. Osvobozující funkci intelektuálního cynismu naopak vysoko hodnotil Friedrich Nietzsche.
Německý filosof Peter Sloterdijk, který cynismu věnoval knihu „Kritika cynického rozumu“ (1983), hájí intelektuální cynismus jako způsob, jak se vymanit z otroctví moderní společnosti a jejích neosobních sil a získat si vůči nim „sebezáchovný odstup“. Naproti tomu ostře napadá současné formy praktického cynismu, „cynický rozum“, který je podle něho vždy spojen s ovládáním a mocí nad lidmi, ať už jde o cynismus státu, vědy, lékařství, sexuality či církví.
| „             | Kdo je to cynik? Člověk, který zná cenu všeho, ale nezná hodnotu ničeho. | “ |
| — Oscar Wilde |                                                                          |   |

| „                      | Cynik je parazit civilizace. Živí se tím, že ji popírá, protože je přesvědčen, že se nezhroutí. | “ |
| — José Ortega y Gasset |                                                                                                 |   |

| „                                  | Cynik? Tak říká idealista realistovi. | “ |
| — ze seriálu Jistě, pane ministře! |                                       |   |